# Habib Allah Dahmani
Habib Allah Dahmani (en arabe : حبيب الله الدهماني), né le 16 octobre 1993 à Oujda (Maroc) est un footballeur marocain évoluant dans le club de l'IR Tanger. Il joue au poste d'attaquant.

## Biographie
Natif de Oujda, Habib Allah Dahmani est formé au Mouloudia d'Oujda, avant de prendre très tôt son départ vers le championnat omanais, dans les clubs d'Al Oruba Sur et d'Al-Seeb SC.
Le 1er août 2014, il signe son retour au Maroc en signant au Maghreb de Fes. Le 7 février 2015, il marque son premier but dans le championnat marocain avec le Maghreb de Fes face au FUS de Rabat (victoire, 3-0).
Le 22 mai 2015, il figure sur la liste des joueurs marocains convoqués pour le Tournoi de Toulon 2015. D'autres joueurs tels que Achraf Bencharki, Ayman El Hassouni ou Nayef Aguerd sont également convoqués. Le 5 juin 2015, il reçoit sa première sélection avec l'équipe du Maroc olympique face à l'équipe du Mexique olympique (victoire, 2-1).
Le 4 septembre 2021, il s'engage pour trois saisons en faveur de l'Ittihad Riadhi de Tanger.